# Насімі (фільм)
«Насімі» (азерб. «Nəsimi») — радянський азербайджанський історичний художній фільм 1973 року, режисера Гасана Сеїдбейлі. Фільм був знятий на кіностудії «Азербайджанфільм». Прем'єра фільму відбулася 14 липня 1975 року в Москві.

## Сюжет
Фільм розповідає про життя і творчість поета і філософа Імадеддіна Насімі, присвячений 600-річчю від дня народження класика.

## У ролях
- Расім Балаєв — Насімі (озвучив  В'ячеслав Тихонов)
- Юсіф Велієв — Тамерлан (озвучив  Юрій Пузирьов)
- Мухтар Манієв — Міраншах (озвучив  Юрій Боголюбов)
- Самандар Рзаєв — Ширваншах Ібрагім (озвучив  Фелікс Яворський)
- Алмаз Аскерова — Шемс (озвучила  Антоніна Кончакова)
- Ісмаїл Османли — Фазлуллах Наїмі (озвучив  Олексій Алексєєв)
- Халіда Касумова — Фатьма (озвучила  Галина Булкіна)
- Мамедрза Шейхзаманов — шейх Азім (озвучив  Костянтин Ніколаєв)
- Тофік Мірзоєв — Довлет-бек (озвучив  Владислав Дворжецький)
- Камал Худавердієв — Юсіф (озвучив  Володимир Ферапонтов)
- Абдулла Махмудов — дервиш (озвучив  Олексій Сафонов)
- Тельман Адигьозалов — хуруфіт
- Хафіз Фатуллаєв — епізод

## Знімальна група
- Режисер — Гасан Сеїдбейлі
- Сценарист — Іса Гусейнов
- Оператор — Расім Ісмайлов
- Композитор — Тофік Кулієв
- Художники — Маїс Агабеков, Мамед Гусейнов